# Different World (album d'Alan Walker)
 (mai 2020).
Si vous disposez d'ouvrages ou d'articles de référence ou si vous connaissez des sites web de qualité traitant du thème abordé ici, merci de compléter l'article en donnant les références utiles à sa vérifiabilité et en les liant à la section « Notes et références ».
Cet article concerne l'album d'Alan Walker. Pour l'album d'Iron Maiden, voir Different World.
Albums
Faded Japan EP
(2018)
Different World est le premier album studio du producteur de disques norvégien Alan Walker. Il est sorti le 14 décembre 2018 par l'intermédiaire de MER Musik et Sony Music Entertainment et comprend son single à succès Faded, sorti en 2015. L'album succède également à une trilogie de sorties qui ont précédé l'album, intitulée World of Walker, qui comprenait les singles All Falls Down, Darkside et Diamond Heart.

## Contexte
Avec des artistes tels que Steve Aoki, Noah Cyrus et Digital Farm Animals, l'album se distingue par son mélange de hits comme Faded et de « nouvelles chansons » comme Lost Control. Alan Walker a déclaré à propos de l'album : 

« C'est un sentiment incroyable de pouvoir sortir mon premier album, Different World. Ces dernières années ont été absolument surréalistes, et je n'aurais certainement jamais imaginé que j'en arriverais là quand j'ai commencé. C'est quelque chose de très différent pour moi, sur lequel j'ai travaillé pendant un certain temps, et je suis super excité de pouvoir enfin le partager avec le monde et d'entendre la réaction de mes fans. » 
 Une campagne pour l'album a été lancée, intitulée « #CreateADifferentWorld ». Elle vise à sensibiliser le public au thème du changement climatique.

## Liste des titres
| 1.    | Intro                                                                        | - Walker - Arnbekk - James Njie                                                                        | 1:16 |
| 2.    | Lost Control (avec Sorana)                                                   | - Walker - Big Fred - Magnify - Mood Melodies                                                          | 3:42 |
| 3.    | I Don't Wanna Go (avec Julie Bergen)                                         | - Walker - Rosness - STATE                                                                             | 2:41 |
| 4.    | Lily (avec K-391 et Emelie Hollow)                                           | - Walker - K-391 - Rosness - Arnbekk - Big Fred                                                        | 3:15 |
| 5.    | Lonely (avec Steve Aoki featuring Isák et Omar Noir)                         | - Walker - Aoki - Njie - Big Fred                                                                      | 3:36 |
| 6.    | Do It All for You (avec Trevor Guthrie)                                      | - Walker - Arnbekk - Mood Melodies - Rosness - STATE                                                   | 2:54 |
| 7.    | Different World (avec K-391 et Sofia Carson featuring Corsak)                | - Walker - K-391 - Big Fred - Njie - Arnbekk - Dreamlab                                                | 3:22 |
| 8.    | Interlude                                                                    | - Walker - Arnbekk - Borgen                                                                            | 1:19 |
| 9.    | Sing Me to Sleep                                                             | - Walker - Borgen - Mood Melodies                                                                      | 3:07 |
| 10.   | All Falls Down (avec Noah Cyrus et Digital Farm Animals featuring Juliander) | - Walker - Mood Melodies - The Six - Gunnar Greve - Chris "TEK" O'Ryan - Jenna Andrews - Alex Holmberg | 3:18 |
| 11.   | Darkside (avec Au/Ra et Tomine Harket)                                       | - Walker - Mood Melodies - Olsen - Mere Music                                                          | 3:31 |
| 12.   | Alone                                                                        | - Walker - Borgen - Mood Melodies - Greve - Olsen                                                      | 2:40 |
| 13.   | Diamond Heart (avec Sophia Somajo)                                           | - Walker - Mood Melodies - Bargain - Verpillat - Njie - Greve - Big Fred - STATE                       | 4:00 |
| 14.   | Faded (Interlude)                                                            | - Walker - Rosness - Corsak - Njie - Borgen - Mood Melodies                                            | 0:41 |
| 15.   | Faded                                                                        | - Walker - Borgen - Mood Melodies                                                                      | 3:32 |
| 43:02 |                                                                              | |      |

| titres bonus japonais | titres bonus japonais         | titres bonus japonais                                                      | titres bonus japonais | titres bonus japonais | titres bonus japonais | titres bonus japonais | titres bonus japonais | titres bonus japonais | titres bonus japonais |
| No                    | Titre                         | Producteur(s)                                                              | Durée                 |                       |                       |                       |                       |                       |                       |
| --------------------- | ----------------------------- | -------------------------------------------------------------------------- | --------------------- | --------------------- | --------------------- | --------------------- | --------------------- | --------------------- | --------------------- |
| 16.                   | Tired (featuring Gavin James) | - Walker - Mood Melodies - Greve - Olsen - Rosness - Arnbekk - Carl Hovind | 3:12                  |                       |                       |                       |                       |                       |                       |
| 17.                   | Routine (avec David Whistle)  | - Walker - Borgen - Mood Melodies - Greve - Olsen                          | 2:46                  |                       |                       |                       |                       |                       |                       |
| 18.                   | The Spectre                   | - Walker - Rosness - Arnbekk - Mood Melodies - Greve - Olsen               | 3:13                  |                       |                       |                       |                       |                       |                       |
| 52:18                 |                               |                                                                            |                       |                       |                       |                       |                       |                       |                       |

## Réception critique
Dancing Astronaut a écrit que l'album « dresse le portrait le plus complet de sa personnalité », voyant en lui « une collection de chansons étroitement liées, qui exprime l'art sonore de Walker », tandis que Billboard l'a décrit comme « transformant des mélodies de synthétiseur bêlées en chansons, faisant fondre des rythmes caribéens chauds avec des booms hardstyle, et électrisant la piste de danse autant qu'il vise à être prêt pour la radio ».